# Лави, Генрих де
Генрих де Лави (Henri de Lavie) — лектор французского языка в Московском университете.

## Биография
Генрих де Лави в течение 40 лет был домашним учителем французского языка в России. После смерти профессора Якова Прекло де Лери занял его должность в Московском университете. Преподавал французский в университете в течение пяти лет (1765—1770).